# Oberflächenhärtung
Die Oberflächenhärtung – auch Randschichthärtung – ist eine Methode, mit der die äußere Schicht metallischer Bauteile gehärtet werden kann.
Der Begriff Randschichthärtung umfasst nach DIN 10052 jedoch nur die Verfahren, bei denen die Randschicht austenitisiert wird:
- Flammhärten
- Induktionshärten
- Laserstrahlhärten
- Elektronenstrahlhärten.

Beim Austenitisieren erfolgt eine Gefügeumwandlung, wobei der Stahl bis in den Austenitbereich erhitzt wird. In Abgrenzung dazu erfolgt beim Nitrieren die Härtung in der Regel ohne Gefügeumwandlung.
Nicht alle Metalle eignen sich zum Härten. Beispielsweise sind Stähle mit geringem Kohlenstoff-Gehalt kaum härtbar, jedoch können sie durch Aufkohlen härtbar gemacht werden.

## Allgemeines
Durch die Oberflächenhärtung entstehen aus dem Ausgangsmaterial des Werkstücks wie bei einem Verbundwerkstoff in Teilbereichen andere Werkstoffeigenschaften. Im Inneren eines Werkstückes bleibt die hohe Zähigkeit des Ausgangsmaterials, die Oberfläche wird dagegen hart und verschleißfest. Typische Anwendungsbeispiele sind Nockenwellen und Zahnräder.
Vorteil des Randschichthärtens sind:
- Erhöhung der Schwingfestigkeit, die durch die Verspannung bzw. Druckeigenspannungen in der Oberfläche des Bauteils entsteht.
- Erhöhung der Belastbarkeit besonders der gehärteten Arbeitsflächen wie z. B. am Eingriffspunkt, in dem zwei Zahnradflanken aufeinander abwälzen, siehe Grübchenbildung (Pitting).
- erhebliche Erhöhung der Präzision und Oberflächengüte mittels anschließender Schleifbearbeitung, die sich bei einer ungehärteten Oberfläche wegen des schnellen Verschleißes kaum lohnt.
- Erhöhung der Haltbarkeit und Dauerfestigkeit durch die Verminderung von Abrieb, Verschleiß und Verformung sowie durch die dadurch erreichte höhere Haltbarkeit der Form und Maßtreue durch die genannten Vorteile.

Nach dem Oberflächenhärten kann das Werkstück angelassen oder geglüht werden, um die durch das Härten entstandenen Verspannungen und die Sprödigkeit – bei geminderter Härte – herabzusetzen. Damit kann das Werkstück in mehreren Arbeitsschritten gezielt auf eine Verwendung optimiert "eingestellt" werden.

## Verfahren

### Induktiv
Beim induktiven Verfahren wird das Werkstück eine kurze Zeit lang einem wechselnden Magnetfeld ausgesetzt. Dadurch erhitzt sich das Werkstück an der Oberfläche bis hin zur Rotglut. Die Schichttiefe ist abhängig von der Frequenz, je höher die Frequenz ist desto geringer ist die Schichttiefe die ausreichend erwärmt wird. Anschließend wird es abgeschreckt und so gehärtet.
Das Verfahren kommt sehr häufig in der Massenfertigung zur Anwendung, weil es sich bei hohem Durchsatz und sehr guter Steuerungsmöglichkeit zuverlässig in automatisierte Abläufe einbinden lässt.

### Flammhärten
Ähnlich wie beim Induktivhärten wird beim Flammhärten die Randschicht mit starken Brennerflammen rasch auf Härtetemperatur erwärmt und mit einer Wasserbrause abgeschreckt. Dazu führt man die hintereinander angeordneten Heizflammen und Wasserbrausen langsam über das Werkstück. Die Tiefe der gehärteten Randschicht kann durch die Vorschubgeschwindigkeit des Brenners eingestellt werden. Der Abstand zwischen Brenner und Brause bestimmt die Haltezeit, diese beeinflusst auch die Härte. Die Form des Brenners und der Brause sind der Werkstückform angepasst.

### Einsatz- und Nitrierhärten
Nitrier- und Einsatzhärten beruht auf dem Vorgang der Festkörperdiffusion.
Die Werkstücke werden in einem abgedichteten Ofen bis mindestens zur halben Schmelztemperatur erwärmt, um die Diffusion durch die Temperaturerhöhung zu beschleunigen. Sodann erzeugt man im Innern des Ofens eine Stickstoff- (Nitrierhärten, Aufsticken) oder Kohlenstoffatmosphäre (Aufkohlen). Dadurch diffundieren Stickstoff- oder Kohlenstoffatome in die äußersten Schichten des Werkstückes ein. Die Einhärtetiefe hängt quadratisch von der Zeit ab. Um eine doppelte Einhärtetiefe zu erreichen, muss man das Werkstück viermal so lange im Ofen belassen.
Die so als Zwischengitteratome im Metallgitter eingelagerten Diffusionsatome erzeugen bei der Abkühlung dreidimensionale Gitterfehler, die wiederum durch ihre von der Matrix abweichende Kristallstruktur die Bewegung von Versetzungen behindern und so die Festigkeit im Randbereich der Werkstückoberfläche erhöhen.

### Laser- und Elektronenstrahlhärten
Wird zum Randschichthärten für kleine Teilbereiche und geringe Härtetiefen eingesetzt.
Hochenergetische Laser- oder Elektronenstrahlen ermöglichen eine zu härtende Oberfläche punktförmig (bzw. gerastert flächig) in sehr kurzer Zeit auf Austenitisierungstemperatur zu erhitzen. Der Abschreckvorgang erfolgt wegen der sehr schnellen Erwärmung direkt im Anschluss durch das Werkstück selbst das wegen der Trägheit der Wärmeleitung in der kurzen Zeit nicht miterhitzt wird.
Elektronenstrahlhärten muss im Vakuum durchgeführt werden. Durch die leichte Ablenkbarkeit des Elektronenstrahls können Bereiche oder Muster mit hoher Präzision gehärtet werden. Anwendungsbeispiel: Technische Messer.
Nachteil des Verfahrens ist die erforderliche, aufwändige Anlagentechnik und die entsprechend hohen Kosten.